# Callicore cynosura
Callicore cynosura é uma borboleta neotropical da família Nymphalidae que se distribui pela Colômbia, Equador, Peru, Bolívia e Brasil. Foi catalogada como Catagramma cynosura em 1847. Apresenta, vista por baixo, asas posteriores com coloração predominantemente amarela e marcações similares a um 08 (quando o inseto está voltado para a esquerda) ou 80 (quando o inseto está voltado para a direita). Possui contornos em azul claro na borda das asas anteriores e um pontilhado da mesma tonalidade, margeado de negro, próximo à borda das asas posteriores. A "numeração" também apresenta o interior azul claro. Em vista superior, a espécie apresenta as asas anteriores e posteriores com superfície negra e áreas em vermelho.

## Hábitos
Adultos de Callicore cynosura sugam frutos em fermentação e minerais dissolvidos da terra encharcada, podendo ser encontrados em ambiente de floresta tropical de baixa altitude. São geralmente solitários. Possuem voo rápido e poderoso em distâncias curtas.

## Subespécies
Callicore cynosura possui três subespécies:
- Callicore cynosura cynosura - Descrita por Doubleday em 1847, de exemplar proveniente da Bolívia.
- Callicore cynosura amazona - Descrita por Bates em 1864, de exemplar proveniente do Brasil (Pará).
- Callicore cynosura fulva - Descrita por Dillon em 1948, de exemplar proveniente do Brasil (Amazonas).